# Чоловіки думають лише про це
«Чоловіки думають лише про це» (фр. Les hommes ne pensent qu'à ça) — французький кінофільм з Луї де Фюнесом.

## Сюжет
Боязкий та сором'язливий Альфред ніяк не може наважитись зізнатись Ніколь в коханні до неї. На допомогу йому приходить Дон Жуан, який воскрес в ХХ-му сторіччі, і береться за його виховання, тобто вчить його завойовувати серця жінок. Альфред виявляється здібним учнем і спокушає російську графиню, чоловік якої, ревнивий іспанець Селоссо (Луї де Фюнес) вирішує розправитися з нахабою…